# Physaria argyraea
Physaria argyraea är en korsblommig växtart som först beskrevs av Asa Gray, och fick sitt nu gällande namn av O'kane och Al-shehbaz. Physaria argyraea ingår i släktet Physaria och familjen korsblommiga växter.

## Underarter
Arten delas in i följande underarter:
- P. a. argyraea
- P. a. diffusa